# Anna Rheyneuclaudes Kihlman
Anna Rheyneuclaudes Kihlman, född 11 februari 1969 på Lidingö, är en svensk moderat politiker. Hon var kommunalråd i Lidingö kommun från 2011 till 2018, och ordförande i kommunstyrelsen i Lidingö från 26 november 2014 till 31 juli 2018.
Kihlman har studerat vid Stockholms universitet, där hon läste statsvetenskap, kriminologi och psykologi. Innan hon blev kommunalråd arbetade hon som förskolechef i Lidingö. Hon är gift och har två barn.
Kihlman var ledamot av kommunfullmäktige från 2002 och utsågs till ordförande i byggnadsnämnden 2003 och när den slogs samman med miljö- och hälsoskyddsnämnden 2007 blev hon ordförande i den sammanslagna miljö- och stadsbyggnadsnämnden. Från 2010 var hon även kommunalråd. Vid sidan om uppdraget som kommunstyrelsens ordförande var Kihlman ordförande i Käppalaförbundets styrelse samt ledamot i direktionen för Storstockholms Brandförsvar.
I oktober 2017 meddelade hon att hon inte tänkte ställa upp för omval vid valet 2018, och hänvisade till missnöje med samarbetsklimatet inom sin partigrupp.
Kihlman tjänstgjorde som ersättare i Sveriges riksdag mars till maj 2013 och november 2013 till februari 2014.